# Piotr Nguyễn Văn Hùng

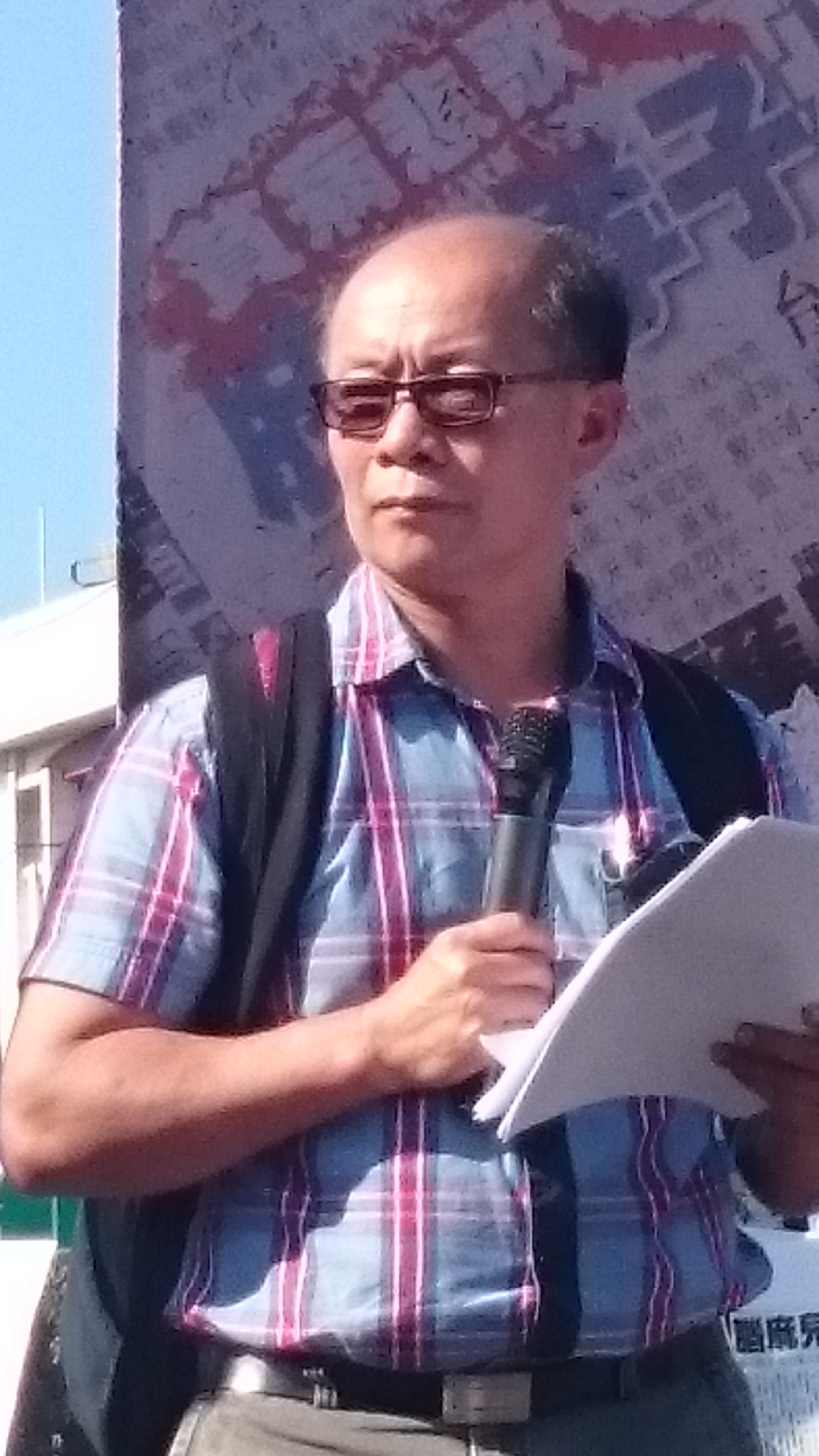
Piotr Nguyễn Văn Hùng na bulwarze Ketagalan

Piotr Nguyễn Văn Hùng (wietnamski: Phêrô Nguyễn Văn Hùng; chiński: 阮文雄; pinyin: Ruǎn Wénxióng; ur. 1958) jest wietnamskim australijskim księdzem katolickim i aktywistą praw człowieka na Tajwanie. Został uznany przez Departament Stanu Stanów Zjednoczonych za „bohatera działającego na rzecz zakończenia współczesnego niewolnictwa”.

## Wczesne życie
Piotr Nguyễn Văn Hùng dorastał w rodzinie niższej klasy średniej poza prowincją Bình Tuy w południowym Wietnamie, z dwoma braćmi i pięcioma siostrami. Jego ojciec był rybakiem, ale zmarł po długiej walce z chorobą, zmuszając matkę, pobożną katoliczkę z korzeniami na północy kraju, do stania się głównym żywicielem rodziny. Sam Piotr Nguyễn Văn Hùng poszedł w ślady matki.
Opuścił Wietnam w 1979 r. przepełnionym statkiem; po zaledwie 36 godzinach został uratowany przez norweski statek i zabrany do Japonii. Po przybyciu tam wstąpił do Towarzystwa Misyjnego św. Kolumbana.
Mieszkał w Japonii przez trzy lata, studiując i podejmując się różnych prac, aby się utrzymać, w tym jako mechanik drogowy, pracownik huty stali i grabarz. Po raz pierwszy przyjechał na Tajwan w 1988 roku jako misjonarz, po czym udał się do Sydney w Nowej Południowej Walii w Australii, aby studiować w seminarium. Został wyświęcony w 1991 roku i wrócił na Tajwan w następnym roku (w 1992 roku).

## Praca na Tajwanie
Piotr Nguyễn Văn Hùng założył Vietnamese Migrant Workers and Brides Office w hrabstwie Taoyuan (obecnie miasto Taoyuan) w 2004 r., aby oferować pomoc wietnamskim imigrantom na Tajwanie. Wietnamsko-amerykańska stacja radiowa Little Saigon Radio i inni pomogli mu wynająć drugie piętro szkoły podstawowej; dwa pokoje o powierzchni siedemdziesięciu stóp kwadratowych oferują miejsce do spania, a dwa inne są wykorzystywane jako powierzchnia biurowa. Oferują lekcje języka mandaryńskiego, zakwaterowanie i wyżywienie oraz pomoc prawną.
Ujawnienie przez Piotr Nguyễn Văn Hùnga nadużyć wobec zagranicznych pracowników i narzeczonych doprowadziło do umieszczenia Tajwanu przez Departament Stanu USA na liście regionów „poziomu 2” obok takich krajów jak Kambodża ze względu na brak wysiłków w walce z handlem ludźmi, co okazało się poważnym międzynarodowym wstydem dla rządu wyspy. Jego praca sprawiła również, że stał się celem zastraszania na Tajwanie.